# 소노캄 여수
소노캄 여수(영어: SONO Calm Yeosu)는 대한민국 전라남도 여수시 수정동에 위치한 호텔이다. 2008년 여수 엑스포 개발 당시 계획이 있었고 2010년에 착공하여 2012년 3월에 완공했다. 단, 4층과 13층은 없다.

## 대중문화
- 영화 - 조작된 도시에 불타는 장면이 나온다.

## 갤러리

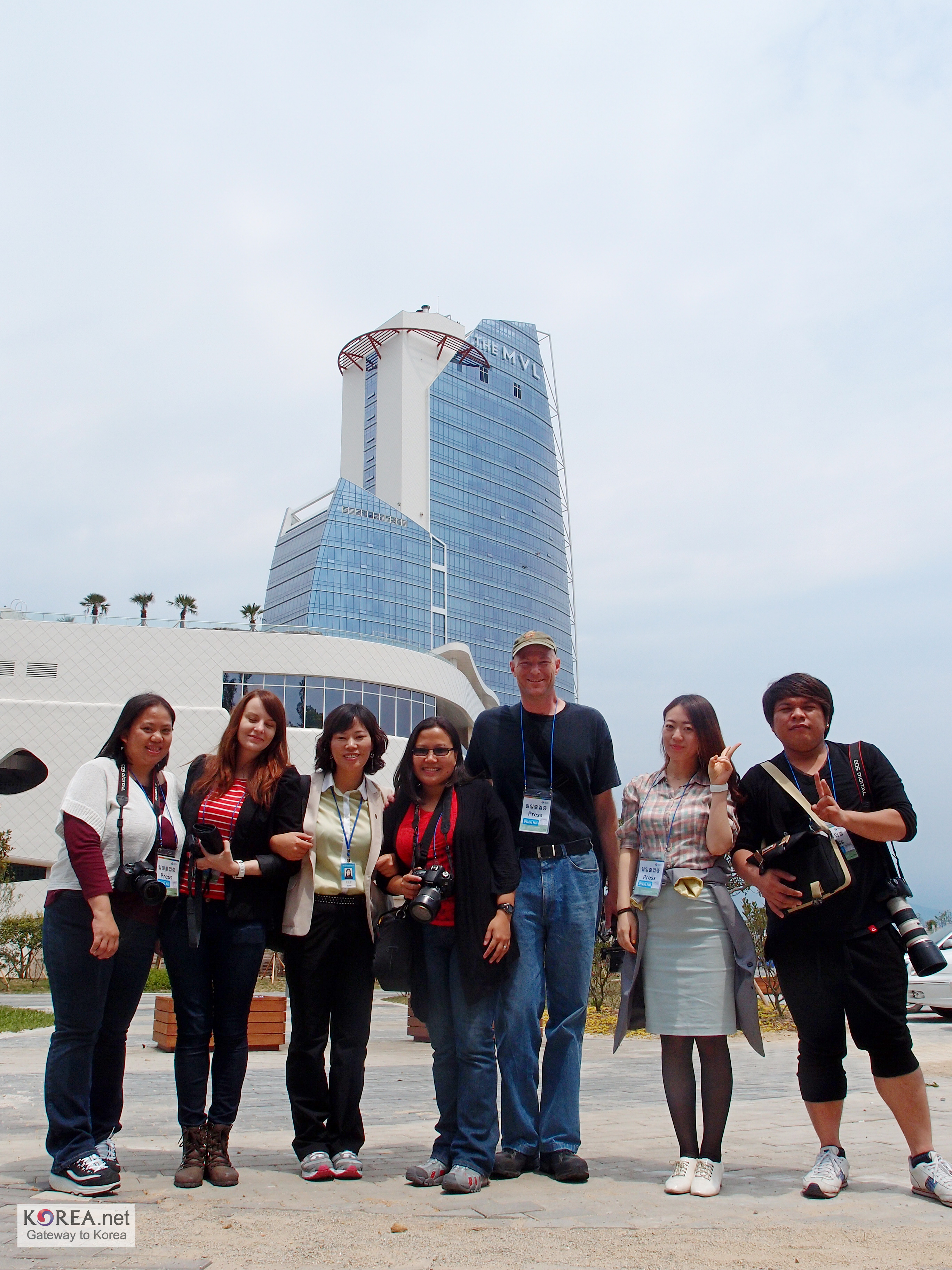
2012 해외문화홍보원 글로벌 기자단 여수엑스포 제1차 팸투어

## 같이 보기
- 2012년 여수세계박람회
- 대한민국의 호텔 목록
- 전라남도의 마천루 목록
- 여수시의 마천루 목록